# Route 116 (Québec)
Die Route 116 ist eine Nationalstraße (Route nationale) der kanadischen Provinz Québec, verbindet den Ballungsraum Montréal mit dem der Provinzhauptstadt Québec und führt durch die Verwaltungsregionen Montérégie, Estrie, Centre-du-Québec und Chaudière-Appalaches.

## Streckenbeschreibung
Die 274 km lange Überlandstraße führt von Longueuil in östlicher Richtung über Mont-Saint-Hilaire, Saint-Hyacinthe, Acton Vale und Victoriaville nach Lévis.